# JT 브루베이커

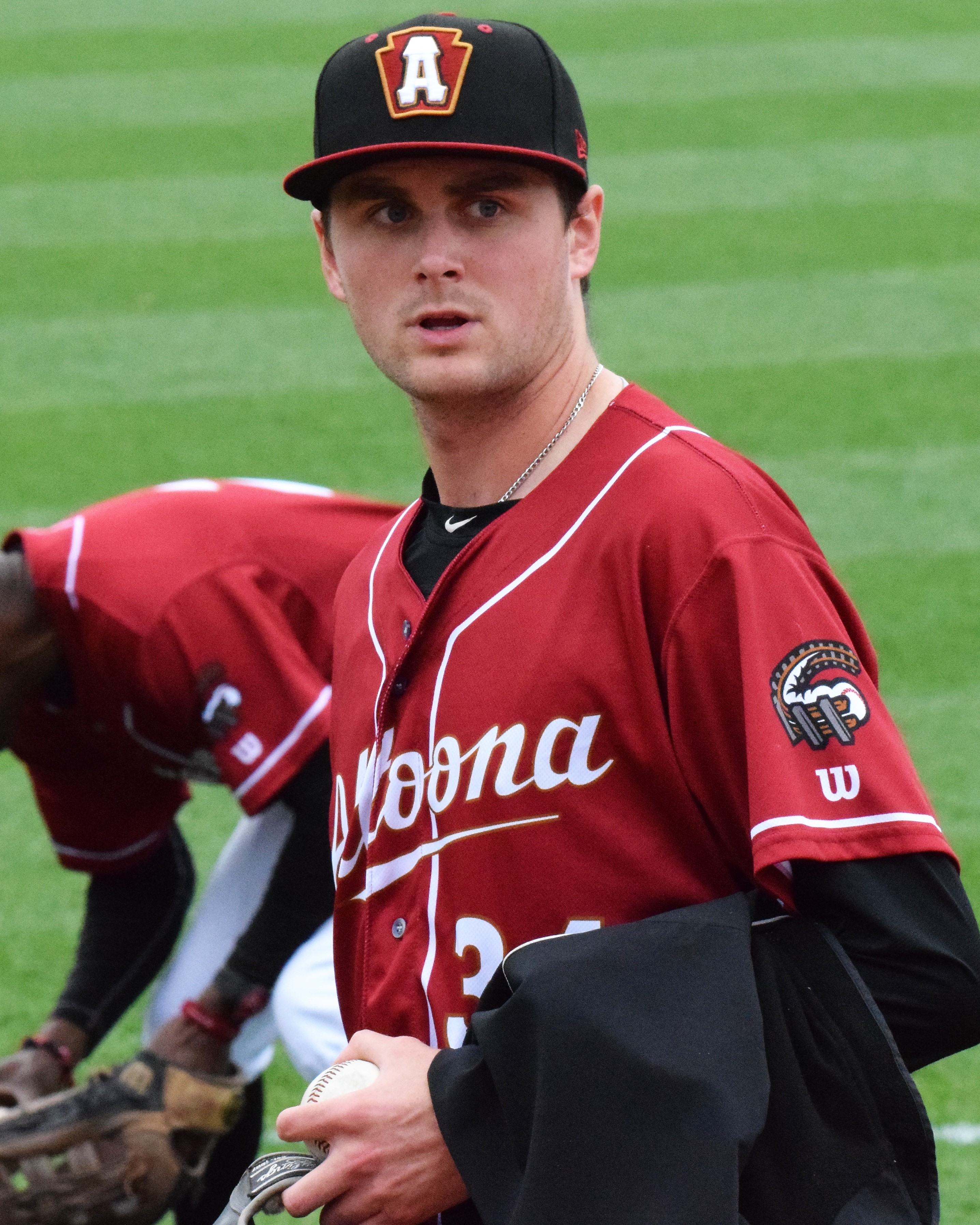
2018년 모습

JT 브루베이커(JT Brubaker, 본명: 조너선 트레이 브루베이커, Jonathan Trey Brubaker, 1993년 11월 17일 ~ )는 메이저 리그 베이스볼(MLB) 뉴욕 양키스의 미국 프로 야구 투수이다. 이전에 MLB 피츠버그 파이어리츠에서 뛰었다. 2020년에 MLB에 데뷔했다.

## 어린 시절과 아마추어 경력
브루베이커는 오하이오에서 프랭크와 테레사 브루베이커(Teresa Brubaker) 사이에서 태어났다. 프랭크는 마이너 리그 야구에서 투수로 뛰었다.
브루베이커는 오하이오주 뉴칼라일에 있는 테쿰세 고등학교와 애크런 대학에 다녔으며 그곳에서 애크런 집스(Akron Zips)에서 대학 야구를 했다. 3학년이었던 2015년에 그는 선발 15경기에 걸쳐 3.63의 방어율(ERA)을 기록하며 5-4의 승패 기록을 세웠다.